# Stradun

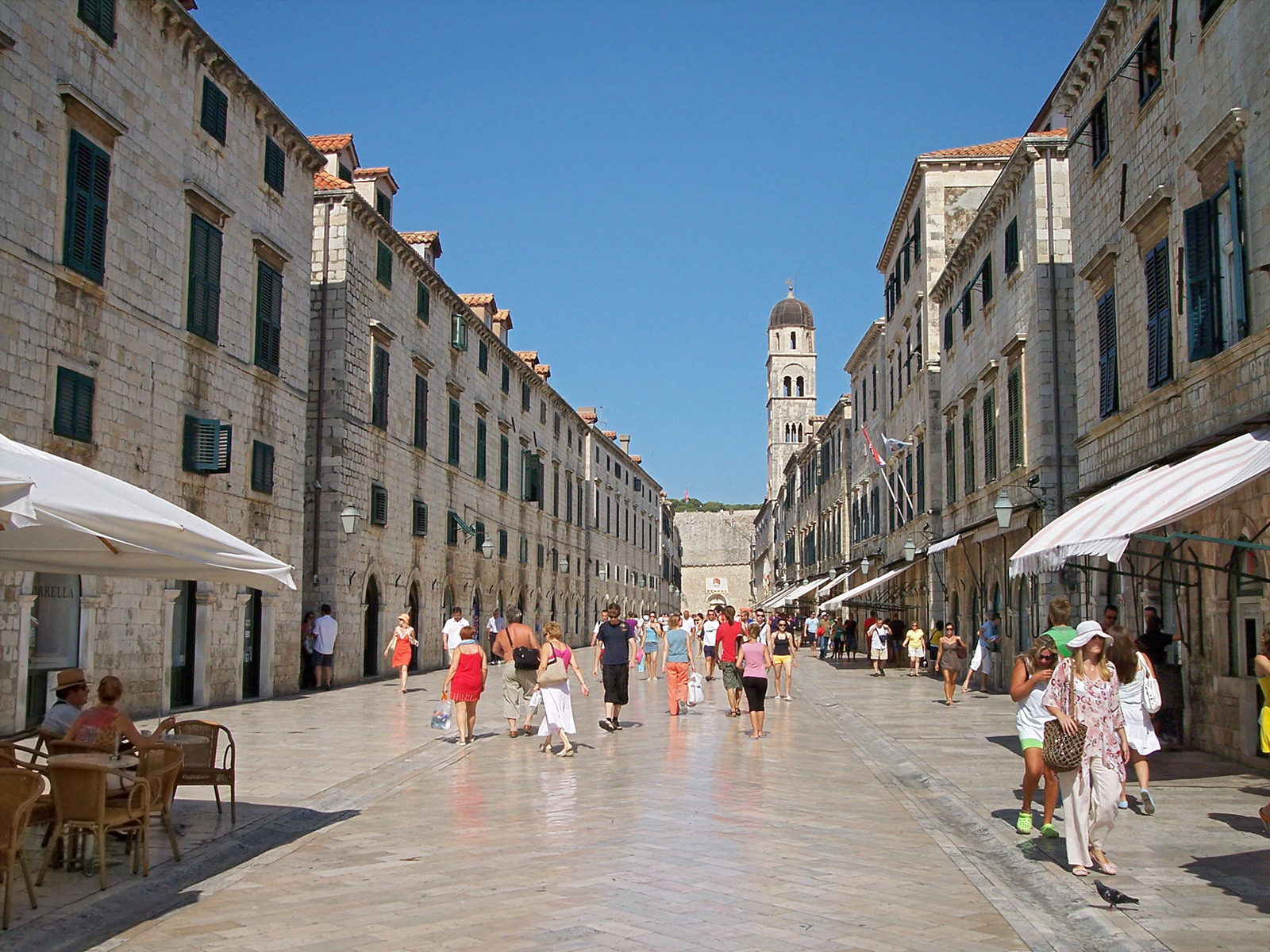
Blick auf den Stradun

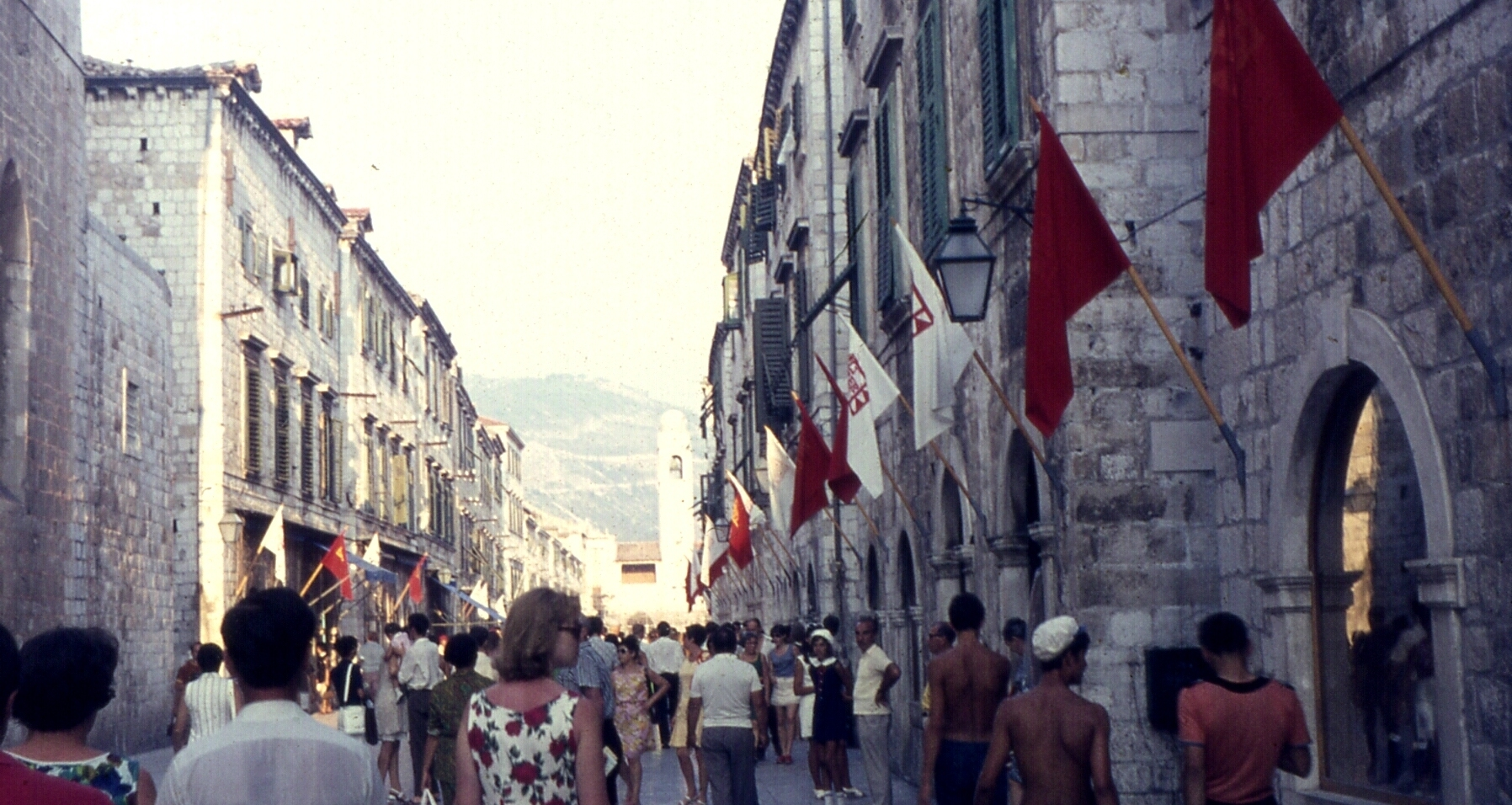
Geschmückte und belebte Stradun im Jahr 1970

Der Stradun in Dubrovnik (übersetzt „Große Straße“) ist die größte Hauptstraße in der Altstadt von Dubrovnik (historischer Name Ragusa) in Kroatien. 
Das gegenwärtige Aussehen erhielt der Stradun (auch Placa [ˈplatsa] genannt) nach dem großen Erdbeben 1667, als Dubrovnik rasch wiederaufgebaut wurde. Der abwechslungsreiche Charakter der ehemaligen Paläste an dem alten Stradun wurde durch einen planmäßigen Aufbau von zwei Reihen gleich hoher Barockhäuser in Stein mit einheitlichen Hausfronten ersetzt. Im Erdgeschoss jedes dieser Häuser schrieb der Senat der Republik den Bau von mehreren ähnlichen Kaufläden vor, wobei die Sorge der Stadtverwaltung um die Wiederbelebung des Handels zum Ausdruck kam.
Diese Straße ist die direkte Verbindung zwischen dem westlichen Pile-Tor und dem östlichen Ploče-Tor. Sie wurde am Ende des 11. Jahrhunderts angelegt, als die seichte Meerenge, die die ehemalige kleine Insel Lave mit der darauf gebauten Siedlung von der anderen Siedlung am Festland trennte, zugeschüttet wurde. Seine Funktion erhielt die Stradun im 12. Jahrhundert, als beide Siedlungen durch eine einheitliche Stadtmauer eingemeindet wurden. 
Dort finden heute alle großen Festveranstaltungen und Prozessionen statt, aber diese Straße ist zugleich die Handelsarterie des alten Stadtkerns von Dubrovnik.

## Quelle
- Stradun - Placa (Memento vom 21. Juli 2006 im Internet Archive)

Koordinaten: 42° 38′ 29,3″ N, 18° 6′ 30,3″ O